# Raymond Lam

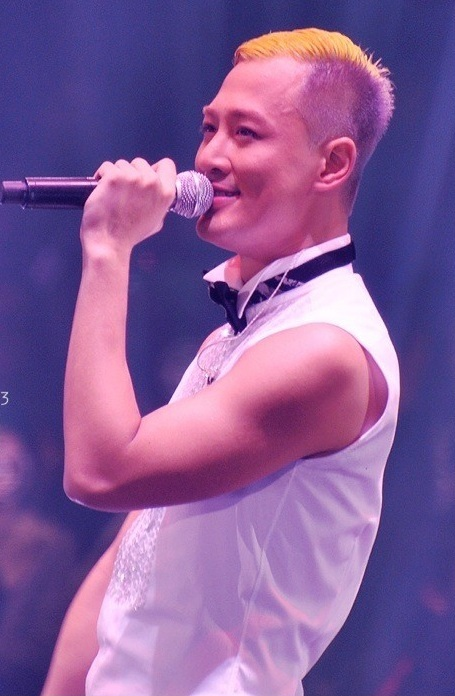
Raymond Lam (2013)

Raymond Lam Fung (auch Feng Lin; * 8. Dezember 1979 in Xiamen) ist Schauspieler und Sänger aus Hongkong.

## Leben
1998 kam er in die Television Broadcasts Limited (電視廣播有限公司), der größten Fernsehsendung Hongkongs. Im Jahre 2000 wurde er durch A Step Into The Past (尋秦記) berühmt. Nach und nach bekam er größere Rollen. 2003 gewann er mit dem Serie Survivor’s Law (律政新人王) einen Preis als bester Schauspieler.

## Serien
| Jahr | Serie                                         | Rolle           | andere Schauspieler |
| 2001 | A Taste Of Love (美味情緣)                    | 江上遊-蝦頭     | Flora Chan (陳慧珊) Lawrence Ng (吳啟華) Miriam Yeung (楊千嬅) Joe Ma (馬德鐘)                                                                                   |
| 2001 | A Step Into The Past (尋秦記)                 | 趙盤／嬴政      | Louis Koo (古天樂) Kwong Wa (江華) Sonija Kwok (郭羨妮) Jessica Hsuan (宣萱)                                                                                     |
| 2002 | Eternal Happiness (再生緣)                    | 皇甫少華        | Michelle Ye (葉璇) Joe Ma (馬德鐘) Myolie Wu (胡杏兒) Tavia Yeung (楊怡)                                                                                         |
| 2002 | Golden Faith (流金歲月)                       | Oscar 丁善行    | Gallen Lo (羅嘉良) Deric Wan (溫兆倫) Jessica Hsuan (宣萱) Tavia Yeung (楊怡) Myolie Wu (胡杏兒) Michelle Ye (葉璇)                                              |
| 2002 | Lofty Waters Verdant Bow (雲海玉弓緣)         | 金世遺          | Michelle Ye (葉璇) Rain Lee (李彩華) Power Chan (陳國邦) Mimi Lo (羅敏莊)                                                                                        |
| 2003 | Survivor’s Law (律政新人王)                   | Ben 樂斌        | Myolie Wu (胡杏兒) Sammul Chan (陳鍵鋒) Bernice Liu (廖碧兒) |
| 2004 | Blade Heart (血薦軒轅)                        | 孟磊／曹雁      | Adam Cheng (鄭少秋) Liza Wang (汪明荃) Shirley Yeung (楊思琦) Mimi Lo (羅敏莊)                                                                                   |
| 2004 | Twin of brothers (大唐雙龍傳)                 | 寇仲            | Ron Ng (吳卓羲) Tavia Yeung (楊怡) Leila Tong (唐寧) Nancy Wu (胡定欣)                                                                                           |
| 2004 | The Last Breakthrough (天涯俠醫)              | Ken 齊百恆      | Nick Cheung (張家輝) Sonija Kwok (郭羨妮) Leila Tong (唐寧) Sharon Chan (陳敏之)                                                                                 |
| 2005 | Yummy Yummy                                   | Daniel (游學灃) | Kevin Cheng (鄭嘉穎) Charmaine Sheh (佘詩曼) Tavia Yeung (楊怡)                                                                                                  |
| 2006 | Lethal Weapons Of Love And Passion (覆雨翻雲) | 風行烈          | Charmaine Sheh (佘詩曼) Bosco Wong (黃宗澤) Sonija Kwok (郭羨妮) Derek Kok (郭政鴻) John Chiang (姜大衛)                                                         |
| 2006 | La Femme Desperado (女人唔易做)               | 齊寬            | Melissa Ng (吳美珩) Sheren Tang (鄧萃雯) Cindy Au (歐倩怡) Michael Tse (謝天華) Kenneth Ma (馬國明)                                                              |
| 2006 | Face To Fate (布衣神相)                       | 賴藥兒          | Tavia Yeung (楊怡) Frankie Lam (林文龍) Selena Li (李詩韻) Nancy Wu (胡定欣)                                                                                     |
| 2007 | Heart of Greed (溏心風暴)                     | Alfred 程亮     | Moses Chan (陳豪) Linda Chung (鍾嘉欣) YoYo Mung (蒙嘉慧) |
| 2007 | The Drive of Life (歲月風雲)                  | 華振邦          | Damian Lau (劉松仁) Michael Miu (苗僑偉) Charmaine Sheh (佘詩曼) Jessica Hsuan (宣萱) Myolie Wu (胡杏兒) Joe Ma (馬德鐘) Lawrence Ng (伍衛國) Gigi Wong (黃淑儀) |
| 2008 | The Master of Tai Chi (太極)                  | 段曉星          | Vincent Zhao (趙文卓) Myolie Wu (胡杏兒) Melissa Ng (吳美珩) Kenneth Ma (馬國明) Selena Li (李詩韻) Paul Chun (秦沛)                                             |
| 2008 | Moonlight Resonance (溏心風暴之家好月圓)      | 甘永好          | Louise Li (李司棋) Ha Yu (夏雨) Susanna Kwan (關菊英) Michelle Yim (米雪) Moses Chan (陳豪) Linda Chung (鍾嘉欣) Tavia Yeung (楊怡) FaLa Chen (陳法拉)           |
| 2008 | The Four (少年四大名捕)                       | 成崖餘-無情     | Ron Ng (吳卓羲) Sammul Chan (陳鍵鋒) Kenneth Ma (馬國明) Selena Li (李詩韻) Kate Tsui (徐子珊)                                                                   |

## Songs
- 忘記傷害: Golden Faith (流金歲月)
- 記得忘記: Eternal Happiness (再生緣)
- 愛在記憶中找你: The Drive of Life (歲月風雲)
- 真愛難共: Lofty Waters Verdant Bow (雲海玉弓緣)
- 雙子龍: Twin of brothers (大唐雙龍傳)
- 心呼吸: The Last Breakthrough (天涯俠醫)
- 與朋友共: Yummy Yummy mit Kevin Cheng (鄭嘉穎), Tavia Yeung (楊怡) und Charmaine Sheh (佘詩曼)
- 出鞘: Lethal Weapons Of Love And Passion (覆雨翻雲)
- 領會: Lethal Weapons Of Love And Passion (覆雨翻雲)
- 游劍江湖: Vagabond Vigilante (游劍江湖)
- 料事如神: Face To Fate (布衣神相)
- 心領: Heart of Greed (溏心風暴) mit Linda Chung (鍾嘉欣)
- 浮生若水: The Master of Tai Chi (太極)
- 愛在記憶中找你: The Drive of Life (歲月風雲)
- 愛不夠: Moonlight Resonance (溏心風暴之家好月圓)
- 風暴: The Four (少年四大名捕) mit Ron Ng (吳卓羲), Kenneth Ma (馬國明) und Sammul Chan (陳鍵鋒)